# José García de Paredes y Losada
José García de Paredes y Losada   (la Corunya, 18 de març de 1810 - 1876) fou un militar gallec, Capità general de les Illes Balears en 1868.
En 1825 va ingressar a l'Acadèmia Militar de Segòvia, on el 1827 va obtenir el grau de subtinent. Ingressà a la Guàrdia Reial i va combatre a la primera guerra carlina. El 1834 fou ascendit a tinent i el 1837 a capità pels seus mèrits a Montejurra, Zubiri, Ulzama, Osca, Barbastre i Huerta del Rei, participant en 1840 en la presa de Morella. Després del pronunciament de 1841 el seu regiment fou dissolt, i en 1844 fou ascendit a comandant alhora que lluitava contra les partides carlines al Maestrat, a la vall d'Hecho i a la vall d'Ansó, que li valgueren el posterior ascens a tinent coronel. En 1845 fou destinat a Palència i a l'Exèrcit Expedicionari a Portugal, que li valgueren l'ascens a coronel. I en 1849 fou destinat a Catalunya a lluitar en la guerra dels matiners.
En 1850 fou ascendit a brigadier i en 1854 destinat al Regiment de Granaders. En 1856 fou nomenat governador militar i president de la Diputació de Lleida. Després fou governador de Jaén i d'Oviedo. En 1858 fou governador militar de Ciudad Real i després va marxar a la guerra d'Àfrica. El 1860 ascendí a mariscal de camp.
Durant la revolució de 1868 fou Capità general de les Illes Balears i posteriorment fou Capità general de Granada.